# Gordon Cooper
Vous lisez un « bon article » labellisé en 2020.  Il fait partie d'un « bon thème » labellisé en 2023.
Pour les articles homonymes, voir Cooper.
Leroy Gordon Cooper Jr., dit Gordon Cooper et surnommé Gordo, né le 6 mars 1927 à Shawnee (Oklahoma) et mort le 4 octobre 2004 à Ventura (Californie), est un ingénieur aérospatial américain, un pilote d'essai, un pilote de l'armée de l'air des États-Unis et le plus jeune des sept astronautes du programme Mercury, qui inaugure les vols spatiaux avec équipage aux États-Unis.
Il apprend à voler à l'adolescence. Après avoir servi dans le Corps des Marines des États-Unis pendant la Seconde Guerre mondiale, il est muté dans l'armée de l'air américaine en 1949. Il devient pilote de chasse puis se qualifie comme pilote d'essai en 1956, ce qui lui permet d'être sélectionné comme astronaute en 1959.
En 1963, Gordon Cooper est choisi pour la dernière mission du programme Mercury, Mercury-Atlas 9. Il devient le premier Américain à passer une journée entière dans l'espace. Malgré des défaillances touchant des équipements essentiels de son vaisseau spatial Faith 7, il mène sa mission à bien. Il amerrit avec précision en posant sa capsule à seulement 6,4 kilomètres du navire chargé de sa récupération. Lorsqu'il est nommé pilote commandant de Gemini 5 en 1965, Cooper devient le premier astronaute à effectuer un deuxième vol spatial. Avec le pilote Pete Conrad, il établit un nouveau record d'endurance en séjournant dans l'espace durant 190 heures et 56 minutes — soit un peu moins de huit jours —. Cette mission démontre que les astronautes peuvent habiter dans l'espace le temps nécessaire pour les futures missions Apollo de faire l'aller/retour entre la  Terre et la Lune. Sa carrière à la NASA étant compromise à la suite de rapports conflictuels avec ses responsables, il quitte l'agence spatiale en 1970 et poursuit sa carrière dans le privé.

## Biographie

### Jeunesse et études
Gordon Cooper est né le 6 mars 1927 à Shawnee, en Oklahoma. Il est le seul enfant de Leroy Gordon Cooper Sr. et de sa femme Hattie Lee Herd. Sa mère est enseignante. Son père s'enrôle dans la marine américaine pendant la Première Guerre mondiale et sert sur le yacht présidentiel USS Mayflower. Après la guerre, Cooper Sr. termine ses études secondaires ; Hattie Lee est l'un de ses professeurs, bien qu'elle n'ait que deux ans de plus que lui. Il rejoint la garde nationale de l'Oklahoma, et est aux commandes d'un biplan Curtiss JN-4, bien qu'il n'ait jamais suivi de formation militaire officielle de pilote. Il est diplômé de l'université et de l'école de droit, et devient juge de district de l'État. Il est appelé au service actif pendant la Seconde Guerre mondiale et sert sur le théâtre du Pacifique dans le corps du Juge-avocat général. Il est transféré à l'armée de l'air américaine (USAF) après sa création en 1947, et est stationné sur la base aérienne de Hickham, dans le territoire d'Hawaï. Il prend sa retraite de l'USAF avec le grade de colonel en 1957.
Cooper Jr. fréquente l'école primaire Jefferson et le lycée Shawnee, où il fait partie des équipes de football américain et d'athlétisme. Pendant sa dernière année de lycée, il joue en tant que halfback dans le championnat de football américain de l'État. Il est actif au sein des Boy Scouts of America, où il obtient le deuxième rang le plus élevé, celui de Life Scout. Ses parents possèdent un biplan Command-Aire 3C3, et il apprend à voler très jeune. Il vole officieusement en solo à l'âge de 12 ans et obtient sa licence de pilote sur un Piper J-3 Cub à 16 ans,. Sa famille déménage à Murray, au Kentucky, lorsque son père est rappelé en service. Il obtient son diplôme du lycée de Murray en juin 1945.
Gordon Cooper ayant appris que les écoles de pilotage de l'armée et de la marine américaines ne prennent plus de candidats, il s'enrôle dans le Corps des Marines des États-Unis. Il part pour Parris Island dès qu'il obtient son diplôme d'études secondaires ; la Seconde Guerre mondiale se termine avant qu'il ne voie le service actif. Il est affecté à l'école préparatoire de l'Académie navale comme remplaçant pour l'Académie navale des États-Unis à Annapolis, au Maryland. La première personne nommée est acceptée, et Cooper est affecté à la garde à Washington. Il sert avec la garde d'honneur présidentielle lorsqu'il est libéré du corps des Marines en 1946.
Gordon Cooper se rend à Hawaï pour vivre avec ses parents. Il fréquente l'université d'Hawaï et achète son propre J-3 Cub. Il rencontre sa première femme, Trudy B. Olson, de Seattle, par l'intermédiaire de l'aéroclub local. Elle est active dans l'aviation et sera plus tard la seule femme d'un astronaute Mercury à avoir une licence de pilote privé. Ils se marient le 29 août 1947 à Honolulu, alors qu'ils ont tous deux 20 ans,,.

### Service militaire

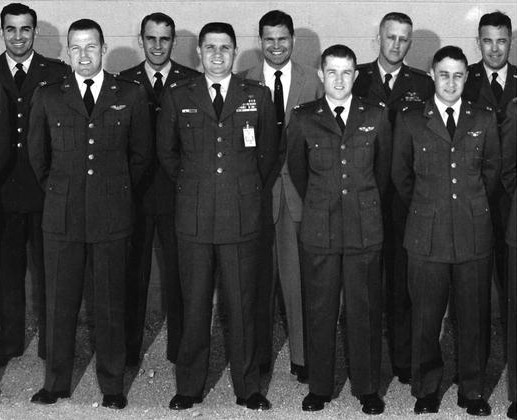
École des pilotes d'essai de l'United States Air Force, classe 56D. Au premier rang : Les capitaines Gordon Cooper, James Wood, Jack Mayo et Gus Grissom.

À l'université, Gordon Cooper est membre du Corps de formation des officiers de réserve (Reserve Officers Training Corps - ROTC), ce qui lui vaut d'être nommé sous-lieutenant dans l'armée de Terre en juin 1949. Il se fait muter dans l'armée de l'air américaine en septembre 1949. Il reçoit une formation de vol à la base aérienne de Perrin, au Texas, puis à la base aérienne de Williams, en Arizona, avec le T-6 Texan.
À l'issue de son entraînement en vol en 1950, Gordon Cooper est affecté à la base aérienne de Landstuhl, en Allemagne de l'Ouest, où il pilote des F-84 Thunderjet et des F-86 Sabre pendant quatre ans. Il devient commandant de vol du 525th Fighter Squadron. Pendant son séjour en Allemagne, il suit des cours à l'extension européenne de l'université du Maryland. Il retourne aux États-Unis en 1954 et étudie pendant deux ans à l'Institut de technologie de l'armée de l'air américaine (Air Force Institute of Technology - AFIT) en Ohio. Il y obtient sa licence en ingénierie aérospatiale le 28 août 1956,.
Pendant ses études à l'AFIT, Gordon Cooper rencontre Gus Grissom, également officier de l'USAF et tous deux deviennent de bons amis. Ils sont impliqués dans un accident au décollage de Lowry Field le 23 juin 1956, lorsque le Lockheed T-33, que Cooper pilote, perd soudainement de la puissance. Il interrompt le décollage, le train d'atterrissage s'affaisse, l'avion dérape de manière erratique sur 610 mètres et s'écrase en bout de piste, prenant feu. Les deux occupants s'en sortent indemnes, l'avion étant totalement détruit.
Gordon Cooper et Gus Grissom suivent le cours de l'école des pilotes d'essai de l'United States Air Force (classe 56D) à la base aérienne d'Edwards en Californie en 1956. Après l'obtention de leurs diplômes, Cooper est affecté à la division technique des essais en vol à Edwards, où il est pilote d'essai et chef de projet pour tester les F-102A et F-106B. Il pilote également les T-28, T-37, F-86, F-100 et F-104. Au moment où il quitte Edwards, il a accumulé plus de 2 000 heures de vol, dont 1 600 dans des avions à réaction.

### Carrière à la NASA

#### Programme Mercury

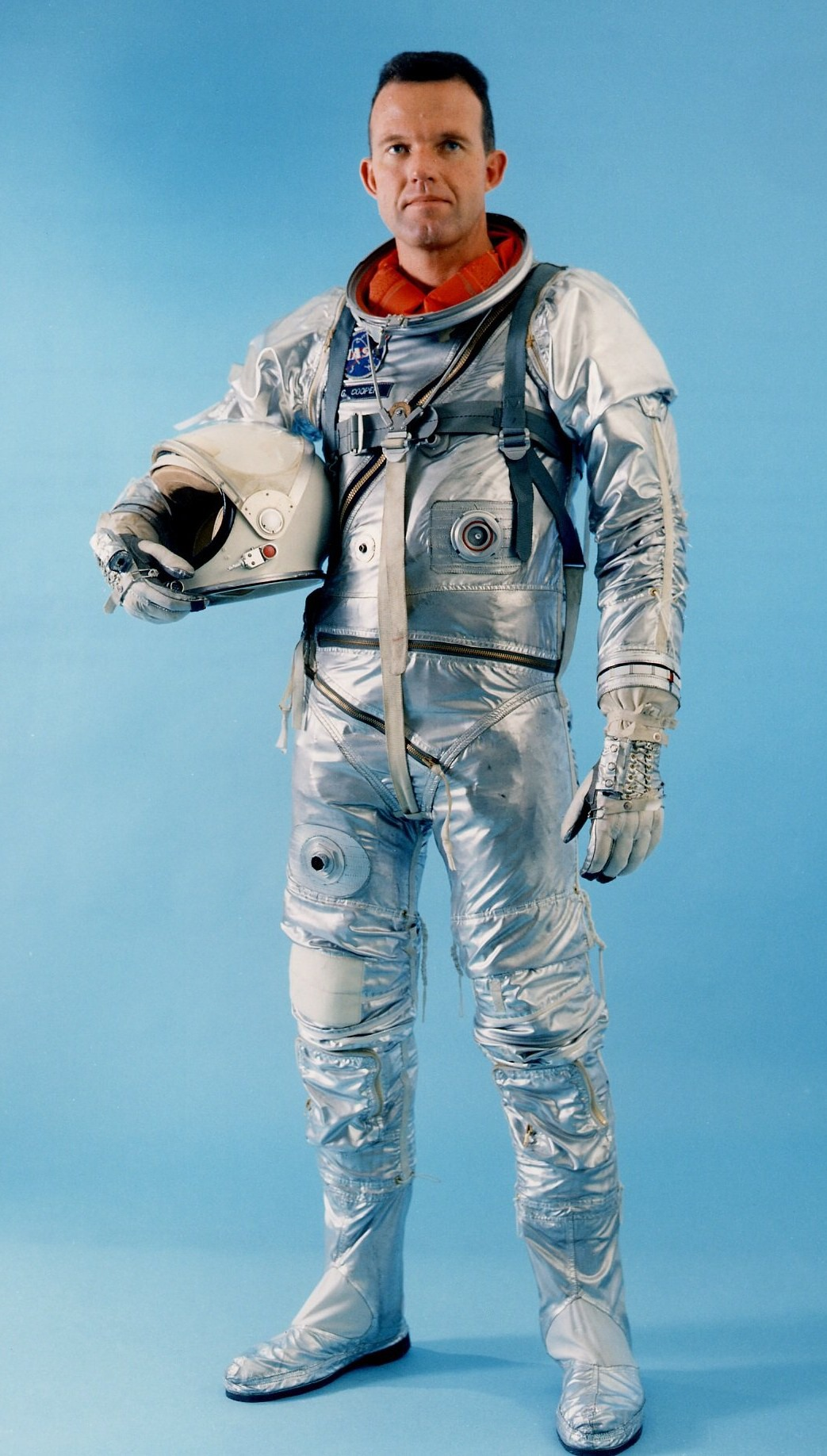
Gordon Cooper dans sa combinaison spatiale Navy Mark IV.

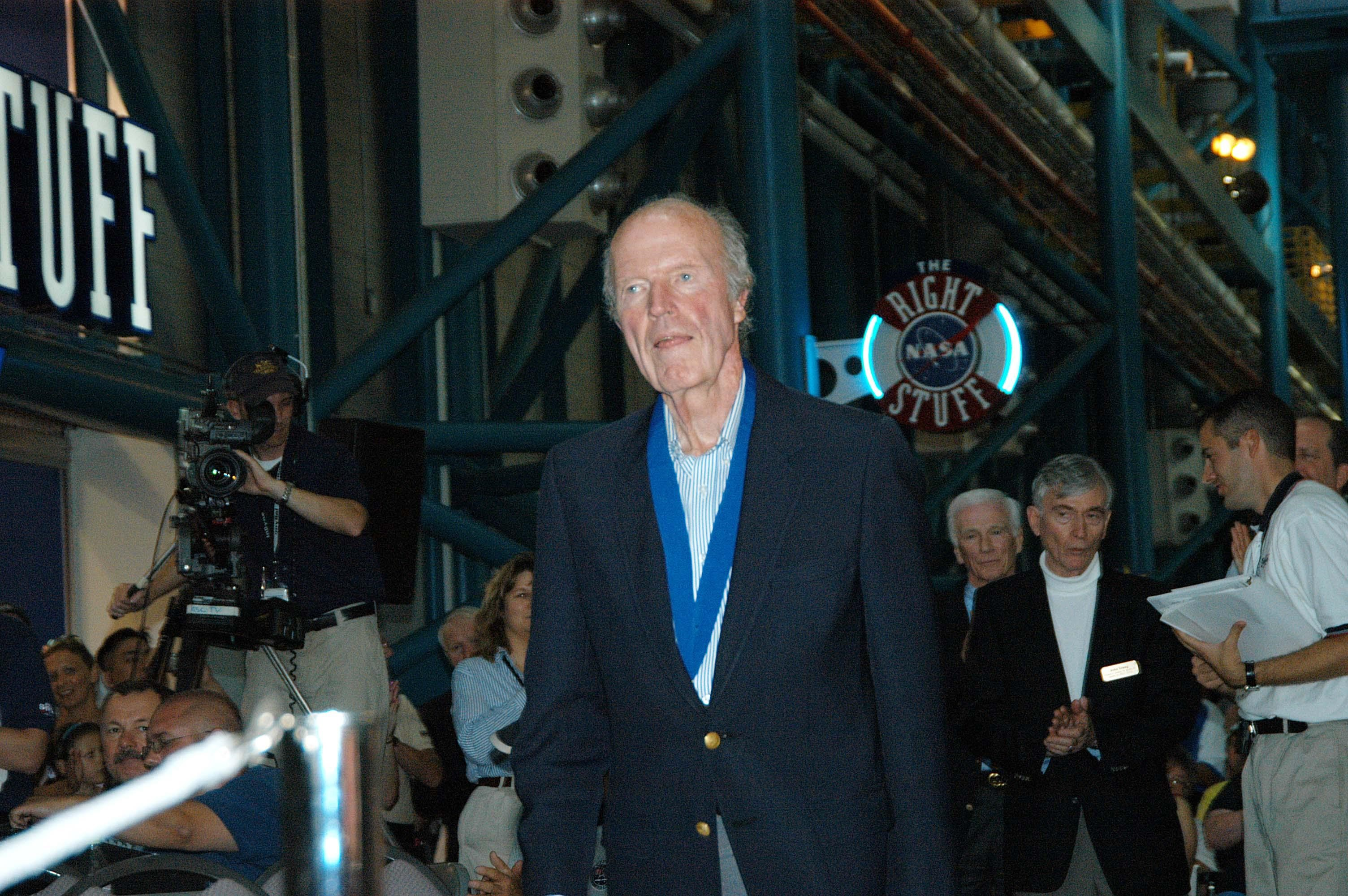
Gordon Cooper lors d'une cérémonie d'intronisation au Panthéon des astronautes américains en 2004. Les astronautes John Young et Gene Cernan se tiennent derrière lui.

En janvier 1959, Gordon Cooper reçoit l'ordre inattendu de se rendre à Washington, D.C. Il n'a aucune indication de ce dont il s'agit ; son commandant, le major général Marcus F. Cooper (aucun lien de parenté) se souvient d'une annonce dans le journal disant qu'un contrat a été attribué à McDonnell Aircraft à Saint-Louis, au Missouri, pour construire une capsule spatiale et conseille à Cooper de ne pas se porter volontaire pour l'entraînement des astronautes. Le 2 février 1959, Cooper assiste à une séance d'information de la National Aeronautics and Space Administration (NASA) sur le programme Mercury et le rôle que les astronautes y joueraient. Il passe le processus de sélection avec 109 autres pilotes et n'est pas surpris d'être accepté comme le plus jeune des sept premiers astronautes américains. D'autres le sont ; Deke Slayton se souviendra plus tard que « lorsque j'ai entendu le nom de Gordo, ma première réaction a été que quelque chose n'allait pas. Gordo était ingénieur à Edwards. À mon avis, il n'était même pas un pilote d'essai ».
Lors des entretiens de sélection, Gordon Cooper est interrogé sur sa vie familiale, mentant en disant que son mariage est stable. En fait, sa femme Trudy l'a quitté quatre mois auparavant à la suite d'une longue liaison qu'il a eue avec une femme mariée ; elle vit avec leurs filles à San Diego alors qu'il occupe un logement de célibataire à Edwards. Conscient que la NASA veut projeter une image positive de ses astronautes et que sa vie privée ne résisterait pas à l'examen, il se rend à San Diego pour y revoir son épouse. Attirée par la perspective d'une grande aventure pour elle-même et ses filles[réf. nécessaire], elle accepte de se joindre à la mascarade et de prétendre qu'ils forment un couple heureux.
L'identité des sept membres du programme Mercury est annoncée lors d'une conférence de presse à la maison Dolley Madison de Washington, D.C., le 9 avril 1959 : Scott Carpenter, Gordon Cooper, John Glenn, Virgil Grissom, Walter Schirra, Alan Shepard et Deke Slayton. Chacun d'eux se voit confier une partie différente du projet ainsi que d'autres missions spéciales. Cooper se spécialise dans la fusée Redstone, qui doit être utilisée pour les premiers vols spatiaux suborbitaux. Il préside également le comité chargé d'élaborer les procédures d'évacuation d'urgence de l'aire de lancement et engage Bo Randall pour développer un couteau de survie personnel que les astronautes pourront utiliser.
Les astronautes perçoivent leur solde d'officier, dont un élément important est la prime de vol. Dans le cas de Cooper, elle s'élève à 145 dollars par mois,. La NASA ne voyant aucune raison de fournir des avions aux astronautes, ceux-ci doivent se rendre à des réunions dans tout le pays par des lignes aériennes commerciales. Pour continuer à gagner leur gratification de vol, Grissom et Slayton se rendent le week-end à la base aérienne de Langley et tentent d'y voler les quatre heures requises par mois, rivalisant pour les avions T-33 avec des colonels et des généraux de haut rang. Cooper se rend à la base de la Garde nationale aérienne McGhee Tyson dans le Tennessee, où un ami le laisse piloter des avions à réaction F-104B plus performants. La question des vols est soulevée lorsque Cooper déjeune avec William Hines, un journaliste du Washington Star et est dûment rapportée dans le journal. Cooper discute en ensuite avec le membre du Congrès James G. Fulton. Le sujet est abordé par la Commission de la Chambre des représentants sur la science et l'astronautique. En quelques semaines, les astronautes bénéficient de l'accès prioritaire aux F-102 de l'USAF ; cela ne rend pas Cooper populaire auprès des hauts responsables de la NASA,.
Gordon Cooper sert de Capsule Communicator (CAPCOM) pour le premier vol spatial suborbital de la NASA, effectué par Alan Shepard dans Mercury-Redstone 3, ainsi que pour le vol orbital de Scott Carpenter dans Mercury-Atlas 7. Il est pilote de réserve de Walter Schirra dans Mercury-Atlas 8.

#### Mercury-Atlas 9

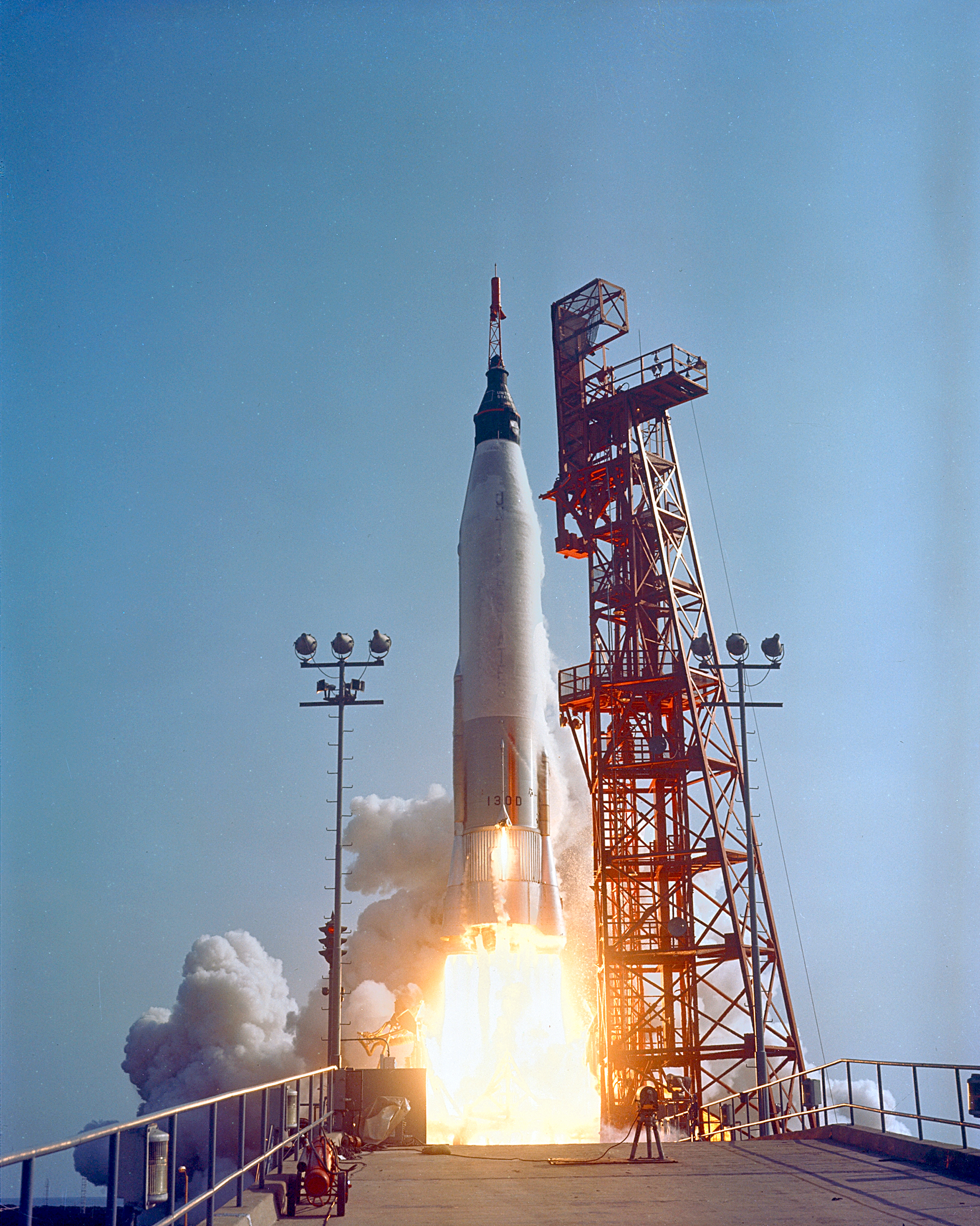
Mercury-Atlas 9 décolle du complexe de lancement 14 de la base aérienne de Cape Canaveral le 15 05 1963.

Gordon Cooper est désigné pour la mission suivante, Mercury-Atlas 9. À part Slayton, privé de vol pour raison médicale, il est le seul des sept Mercury qui n'a pas encore volé dans l'espace. Certains fonctionnaires du siège de la NASA ne sont pas enthousiastes à l'égard de Cooper, considérant ses plaintes concernant les salaires des pilotes, avec d'autres incidents, comme la preuve d'un manque de jugement inquiétant. Son attitude décontractée et son accent de l'Oklahoma n'aident pas non plus. Slayton s'en souvient plus tard : « Cooper était un pilote compétent et pouvait faire le travail, alors je l'ai recommandé. Il y avait des grognements au QG, alors j'ai dit, soit nous le faisons voler sur MA-9, soit nous le renvoyons à l'armée de l'air maintenant. Ce n'est pas juste de laisser ce type traîner dans le coin si nous ne le faisons pas voler ». La direction de la NASA ne voulant pas renvoyer l'un des astronautes à l'armée de l'air, la sélection de Cooper est annoncée publiquement le 14 novembre 1962, avec Shepard désigné comme remplaçant.
Le programme Mercury a commencé avec l'objectif de piloter à terme une mission de 18 orbites, 27 heures, connue sous le nom de « mission habitée d'une journée » (manned one-day mission). Le 9 novembre, les cadres supérieurs du Manned Spacecraft Center décident de faire voler une mission de 22 orbites sous le nom de MA-9. Le projet Mercury accuse encore des années de retard sur le programme spatial de l'Union soviétique, qui a déjà effectué une mission de 64 orbites avec Vostok 3. Lorsque le lanceur désigné pour MA-9, Atlas 130-D, sort de l'usine de San Diego le 30 janvier 1963, il ne passe pas l'inspection et est renvoyé à l'usine . Pour la mission MA-8 de Schirra, vingt modifications ont été effectuées au vaisseau spatial Mercury ; pour la mission MA-9 de Cooper, 183 modifications ont été apportées,. Cooper décide de donner à son vaisseau spatial, Mercury Spacecraft no 20, le nom de Faith 7. Les responsables des affaires publiques de la NASA imaginent les titres des journaux si le vaisseau spatial est perdu en mer : « La NASA perd la foi » (NASA loses Faith).
Après une dispute avec Walter C. Williams, administrateur adjoint de la NASA, à propos de changements de dernière minute apportés à sa combinaison pressurisée pour insérer une nouvelle sonde médicale, Cooper a failli être remplacé par Shepard. Il est maintenu, sans en être informé immédiatement. Selon Cooper, Slayton lui dit plus tard que le président John F. Kennedy est intervenu pour empêcher son renvoi.
Gordon Cooper est lancé dans l'espace le 15 mai 1963, à bord du vaisseau spatial Faith 7, pour ce qui s'est avéré être la dernière des missions du Programme Mercury. Comme MA-9 orbite au-dessus de presque toutes les parties de la Terre situées entre 33 degrés nord et 33 degrés sud, un total de 28 vaisseaux, 171 avions et 18 000 militaires sont affectés à la mission. Cooper effectue 22 orbites autour de la Terre et passe plus de temps dans l'espace que les cinq précédents astronautes de la mission Mercury réunis : 34 heures, 19 minutes et 49 secondes. Il atteint une altitude de 267 kilomètres à son apogée. Il est le premier astronaute américain à dormir, non seulement en orbite,, mais aussi avant le lancement, dans la cabine, pendant le compte à rebours.

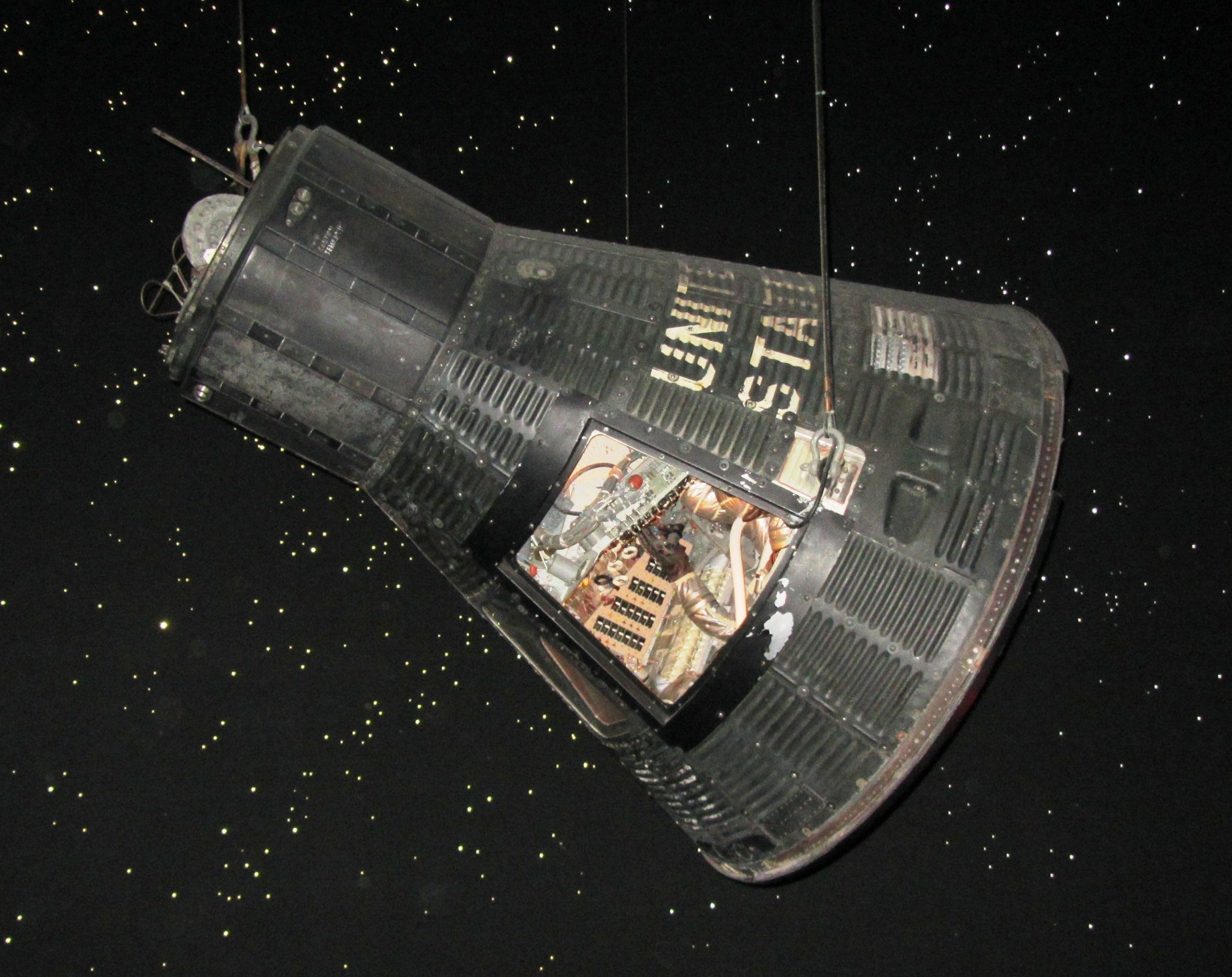
Faith 7 est actuellement exposé au Space Center de Houston.

Plusieurs problèmes techniques affectent la mission vers la fin du vol de Faith 7. Au cours de la 19e orbite, la capsule connaît une panne d'électricité. Les niveaux de dioxyde de carbone augmentent, à la fois dans la combinaison de Cooper et dans la cabine ; et la température de la cabine monte à plus de 54 °C. L'horloge, puis les gyroscopes tombent en panne. La radio, directement connectée à la batterie, reste en état de marche et permet à Cooper de communiquer avec les contrôleurs de mission. Comme tous les vols de Mercury, MA-9 a été conçu pour une navigation entièrement automatique. Cette décision technique controversée réduit le rôle de l'astronaute à celui d'un passager et incite Chuck Yeager à décrire les astronautes de Mercury comme du « spam in a can » » (viande précuite en boîte). « Ce vol mettra fin à toutes ces absurdités », écrit plus tard Cooper. « Mes appareils électroniques ont été détruits et l'un d'eux était en surchauffe ».
Grâce sa connaissance des configurations d'étoiles, Gordon Cooper prend le contrôle manuel de la minuscule capsule et réussit à estimer l'angle correct pour la rentrée dans l'atmosphère. La précision est nécessaire : de petites erreurs de synchronisation ou d'orientation peuvent produire de grosses erreurs au point d'amerrissage. Cooper dessine des lignes sur le hublot de la capsule pour l'aider à vérifier son orientation avant de lancer les fusées de rentrée dans l'atmosphère. « J'ai donc utilisé ma montre-bracelet pour le temps », se souvient-il plus tard, « mes yeux par la fenêtre pour le contrôle d'attitude. Puis j'ai allumé mes rétrofusées au bon moment et j'ai amerri juste à côté du porte-avions ».
Faith 7 amerrit à 6,4 kilomètres du navire de récupération, le porte-avions USS Kearsarge. Le vaisseau spatial est hissé à bord par un hélicoptère avec Cooper à l'intérieur. Sur le pont, il déclenche les boulons explosifs ouvrant l'écoutille. Les inspections et les analyses d'après vol permettent d'étudier les causes et la nature des problèmes électriques qui ont affecté les dernières heures de vol ; aucune anomalie n'est trouvée dans les performances du pilote.
Le 22 mai, la ville de New York offre à Gordon Cooper une ticker-tape parade à laquelle assistent plus de quatre millions de spectateurs. Le défilé se termine par un déjeuner de félicitations au Waldorf-Astoria auquel assistent 1 900 personnes. Des personnalités telles que le vice-président Lyndon B. Johnson et l'ancien président Herbert Hoover prononcent des discours en l'honneur de Cooper.

#### Programme Gemini

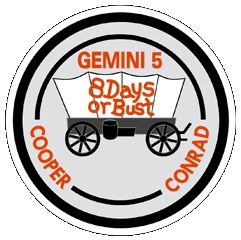
Gordon Cooper commence la tradition des insignes de mission de la NASA avec ce dessin pour Gemini 5.

Le MA-9 est le dernier des vols du programme Mercury. Walt Williams et d'autres veulent poursuivre avec une mission Mercury-Atlas 10 (MA-10) de trois jours, mais le QG de la NASA a déjà annoncé qu'il n'y aurait pas de MA-10 si MA-9 est couronné de succès. Alan Shepard, en particulier, est impatient de piloter la mission pour laquelle il a été désigné. Il tente même de s'assurer le soutien du président Kennedy. Une décision officielle selon laquelle il n'y aura pas de MA-10 est prise par l'administrateur de la NASA, James E. Webb, le 22 juin 1963. Si la mission avait été approuvée, Shepard ne l'aurait peut-être pas pilotée, puisqu'il était arrêté par la maladie de Menière en octobre 1963. Le MA-10 aurait peut-être été piloté par Cooper, qui était son remplaçant.
Le programme Mercury est suivi par le programme Gemini, qui tire son nom du transport de deux hommes au lieu d'un. Deke Slayton désigne Gordon Cooper comme commandant de Gemini 5, une mission de huit jours et de 120 orbites. La mission est officiellement annoncée le 8 février 1965. Pete Conrad, l'un des neuf astronautes du groupe 2 de 1962, est désigné comme copilote, avec Neil Armstrong et Elliot See comme renforts respectifs. Le 22 juillet, Cooper et Conrad répètent une double séquence de lancement de Gemini au sommet d'un propulseur LGM-25C Titan II au complexe de lancement 19 et d'un véhicule cible Atlas-Agena au complexe de lancement 14. Après la réussite de l'essai, la tour de service ne peut être redressée. Les deux astronautes sont récupérés à l'aide d'une nacelle, un dispositif d'évacuation que Cooper a conçu pour le programme Mercury et dont il a demandé la conservation pour Gemini.

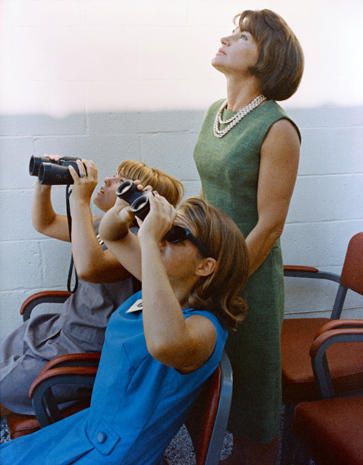
Trudy, la femme de Gordon Cooper, regarde le lancement de Gemini 5 avec leurs filles adolescentes, Cam et Jan.

Gordon Cooper et Conrad veulent donner à leur vaisseau spatial le nom de Lady Bird Johnson, la première dame des États-Unis. Webb refuse leur demande : il veut dépersonnaliser le programme spatial. Cooper et Conrad ont alors l'idée d'un insigne de mission spatiale, similaire aux emblèmes organisationnels portés par les unités militaires. L'écusson doit commémorer les centaines de personnes directement impliquées et pas seulement les astronautes. Cooper et Conrad en choisissent un en tissu brodé portant les noms des deux membres de l'équipage, un chariot Conestoga et le slogan « 8 days or bust » (huit jours ou raté) qui fait référence à la durée prévue de la mission. Webb approuve finalement le dessin, insistant pour que le slogan soit retiré de la version officielle de l'insigne, estimant qu'il met trop l'accent sur la durée de la mission et non sur les expériences, craignant que le public ne la considère comme un échec si elle n'atteint pas la durée prévue. L'écusson est porté sur la poitrine, à droite, de l'uniforme des astronautes, sous leur plaque d'identification et en face des emblèmes de la NASA portés sur la gauche,.
La mission est reportée du 9 au 19 août pour donner à Gordon Cooper et Conrad davantage de temps pour s'entraîner. Puis elle est retardée de deux jours en raison d'une tempête. Gemini 5 est lancé à 9 heures le 21 août 1965. Le propulseur Titan II les placent sur une orbite de 163 par 349 kilomètres. La plus grande préoccupation de Cooper est la pile à combustible destinée à l'alimentation électrique de la capsule. Pour qu'elle dure huit jours, il a l'intention de la faire fonctionner à basse pression.  Lorsqu'elle descend trop bas, les contrôleurs de vol lui conseillent de mettre en marche le réchauffeur d'oxygène. Elle se stabilise finalement à 49 newtons par centimètre carré — plus bas que jamais auparavant. Alors que MA-9 était devenu inconfortablement chaud, Gemini 5 devient froid. Il y a également des problèmes avec les propulseurs du système d'attitude et de manœuvre en orbite, qui deviennent erratiques ; deux d'entre eux tombent complètement en panne.
Gemini 5 est initialement prévu pour s'entraîner au rendez-vous orbital avec un véhicule cible Agena. Cette mission est reportée à une date ultérieure en raison de pannes d' Agena. Cooper s'entraîne à amener son engin spatial à un endroit prédéterminé dans l'espace. Son succès donne confiance à la NASA pour réaliser un rendez-vous avec un véritable vaisseau spatial lors de missions ultérieures, et plus tard en orbite lunaire. Cooper et Conrad réalisent toutes les expériences prévues, sauf une ; la plupart sont liées à la photographie orbitale.

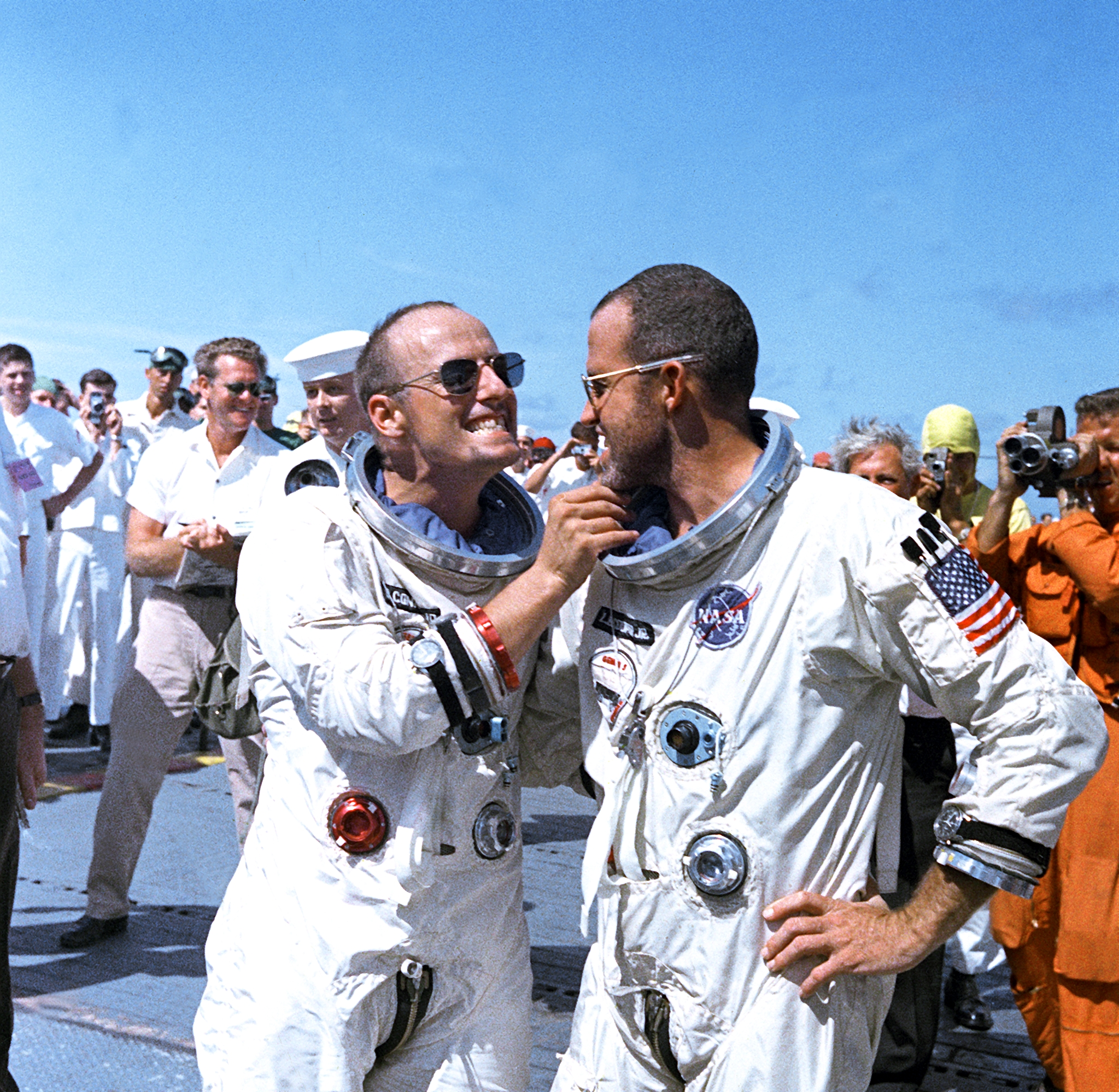
Pete Conrad (à gauche) et Cooper sur le pont du porte-avions de récupération après la mission Gemini 5.

La mission est perturbée par l'apparition de l'ouragan Betsy dans la zone de récupération prévue. Gordon Cooper allume les rétrofusées lors de la 120e orbite. L'amerrissage a lieu à 130 kilomètres de la cible, à cause d'une erreur informatique du programme de rentrée, qui a paramétré la rotation de la Terre à 360 degrés par jour alors qu'elle est en réalité de 360,98°. La différence est importante dans le calcul de trajectoire d'un vaisseau spatial. L'erreur aurait été plus importante si Cooper ne l'avait pas détectée lorsque la jauge de rentrée a indiqué qu'ils étaient trop élevés, et avait tenté de compenser en augmentant l'angle d'inclinaison de 53 à 90 degrés vers la gauche pour augmenter la traînée de la capsule. Des hélicoptères les récupèrent en mer et les emmènent au navire de récupération, le porte-avions USS Lake Champlain.
Les deux astronautes établissent un nouveau record d'endurance spatiale en parcourant une distance de 5 331 745 kilomètres en 190 heures et 56 minutes — soit un peu moins de huit jours — montrant que les astronautes peuvent survivre dans l'espace le temps nécessaire pour se rendre de la Terre à la Lune et en revenir. Cooper devient le premier astronaute à effectuer un deuxième vol orbital.
Il sert de pilote de réserve pour Gemini 12, la dernière des missions Gemini, avec Gene Cernan comme pilote.

#### Programme Apollo

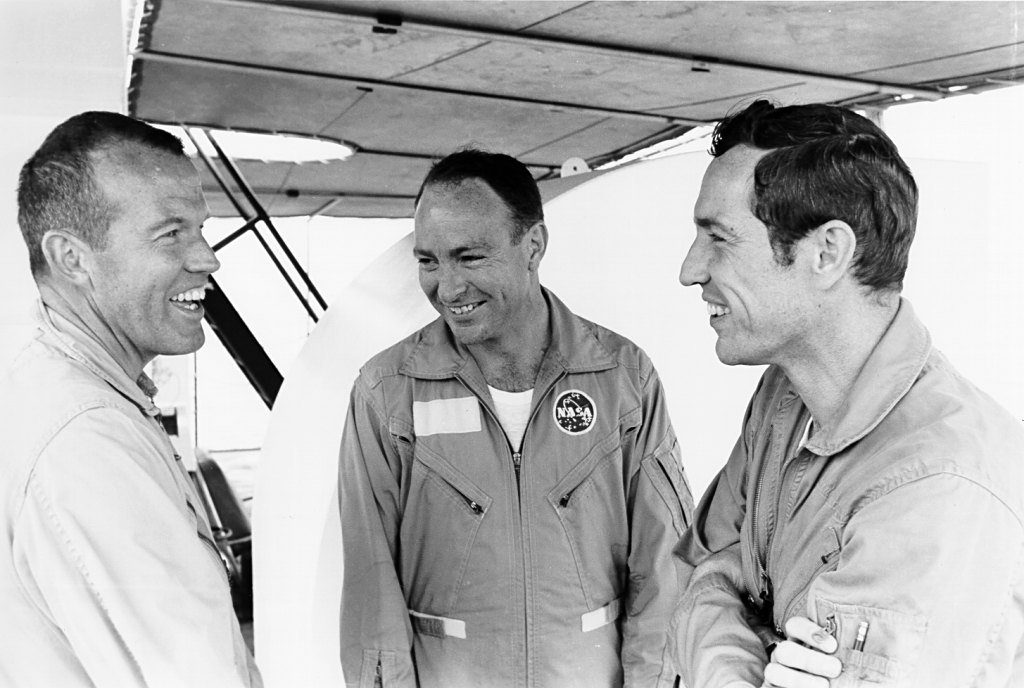
L'équipage de réserve d'Apollo 10 (de gauche à droite) Gordon Cooper, Edgar Mitchell et Donn Eisele pendant l'entraînement à la sortie de l'eau en 04 1969.

Gordon Cooper est choisi comme commandant de réserve pour la mission Apollo 10 de mai 1969. Il serait donc sélectionné pour le poste de commandant d'Apollo 13, selon la procédure habituelle de rotation de l'équipage établie par Slayton en tant que directeur des opérations du personnel navigant. Lorsque Shepard, le chef du bureau des astronautes, retrouve le statut d'apte au vol en mai 1969, Slayton remplace Cooper par Shepard en tant que commandant de cet équipage. Cette mission est ensuite devenue Apollo 14 pour donner à Shepard davantage de temps pour s'entraîner,. La perte de ce commandement décale Cooper plus loin dans l'ordre des vols, ce qui signifie qu'il ne volera, au mieux, que dans les derniers vols.
Slayton allègue que Cooper a montré une attitude laxiste vis-à-vis de l'entraînement pendant le programme Gemini ; pour la mission Gemini 5, d'autres astronautes ont dû le persuader d'entrer dans le simulateur. Selon Walter Cunningham, Cooper et Scott Carpenter sont les seuls astronautes de Mercury à suivre régulièrement des cours de géologie. Slayton affirme plus tard qu'il n'a jamais eu l'intention de faire voler Cooper pour une autre mission et l'a affecté à l'équipage de réserve d'Apollo 10 simplement en raison d'un manque d'astronautes qualifiés ayant l'expérience du commandement à l'époque. Slayton note que Cooper avait quelques chances de recevoir le commandement d'Apollo 13 s'il avait fait un travail remarquable en tant que commandant de réserve d'Apollo 10 ; il estime qu'il ne l'a pas fait.
Déçu par sa carrière d'astronaute sans perspective de vol, Cooper prend sa retraite de la NASA et de l'USAF le 31 juillet 1970, avec le grade de colonel, après avoir effectué 222 heures de vol dans l'espace.

### Après la NASA
Après avoir quitté la NASA, Gordon Cooper siège dans plusieurs conseils d'administration. Il est consultant technique pour plus d'une douzaine d'entreprises dans des domaines allant de la conception de bateaux à haute performance, à l'énergie, à la construction et à la conception d'avions.
Entre 1962 et 1967, il est président de Performance Unlimited, Inc, un fabricant et distributeur de moteurs de course, de moteurs marins et de bateaux en fibre de verre. Il est président de GCR, qui conçoit et teste des voitures de sport, participe à des courses, effectue des tests de pneus pour des voitures de course et travaille à l'installation de moteurs à turbine sur des voitures. Il siège au conseil d'administration de Teletest, qui conçoit et installe des systèmes de télémesure avancés, de Doubloon, qui réalise et construit des équipements de chasse au trésor et de Cosmos, qui mène des projets d'exploration archéologique.
En tant que copropriétaire et chef de projet de course de Profile Race Team de 1968 à 1970, Gordon Cooper conçoit des bateaux de haute performance et participe à des courses. Entre 1968 et 1974, il est consultant technique chez Republic Corp., General Motors, Ford et Chrysler Motor Companies, où il supervise la conception et la construction de divers composants automobiles. Il est également consultant technique pour Canaveral International, Inc., pour laquelle il développe des produits techniques et travaille dans les relations publiques à des projets d'aménagement du territoire. Il siège au conseil d'administration de l'APECO, de Campcom LowCom et de Crafttech.
Gordon Cooper est président de sa propre société de conseil, Gordon Cooper & Associates, Inc. qui participe à des projets techniques allant des compagnies aériennes et des domaines aérospatiaux au développement de terrains et d'hôtels. De 1973 à 1975, il travaille pour WED Entreprises en tant que vice-président de la recherche et du développement chez Epcot,. Durant cette période, il est sollicité sur la production du film Le Trou noir (1979) sans toutefois être crédité. En 1989, il devient le directeur général de Galaxy Group, Inc, une société qui conçoit et amélioré de petits avions. De nombreuses transactions commerciales de Cooper tournent mal, laissant les investisseurs avec des dettes.

### Observation d'ovnis
Dans son autobiographie, Leap of Faith, co-écrite avec Bruce Henderson, Gordon Cooper raconte ses expériences avec l'armée de l'air et la NASA, ainsi que ses efforts pour exposer une prétendue théorie de conspiration des ovnis. Dans sa critique du livre, l'historien de l'espace Robert Pearlman écrit : « Bien que personne ne puisse contester les expériences de quelqu'un, dans le cas des propres observations de Cooper, j'ai eu quelques difficultés à comprendre comment une personne aussi liée à la technologie et à la science de pointe pouvait facilement embrasser des idées telles que les visites extraterrestres avec à peine plus que des preuves anecdotiques ».
Gordon Cooper affirme avoir vu son premier ovni lors d'un vol au-dessus de l'Allemagne de l'Ouest en 1951, bien qu'il nie en avoir vu un lors de son vol pour Mercury. Le 3 mai 1957, alors que Cooper est à Edwards, il fait installer par un équipage un système d'atterrissage de précision Askania Cinetheodolite sur le lit d'un lac asséché. Ce système cinéthéodolite peut prendre des photos à raison d'une image par seconde lors de l'atterrissage d'un avion. L'équipe est composée de James Bittick et de Jack Gettys, qui travaillent sur le site juste avant 8 h, avec des caméras fixes et avec des caméras de cinéma. Selon les récits de Cooper, lorsqu'ils reviennent plus tard dans la matinée, ils signalent qu'ils ont vu un avion « à l'allure étrange, ressemblant à une soucoupe », qui n'émet aucun son ni à l'atterrissage ni au décollage.
Gordon Cooper précise que ces hommes, qui voient régulièrement des avions expérimentaux dans le cadre de leur travail, sont manifestement déstabilisés. Ils expliquent comment la soucoupe a plané au-dessus d'eux et a atterri à 50 mètres d'eux en utilisant trois trains d'atterrissage sortis, puis a décollé quand ils se sont approchés pour regarder de plus près. Cooper appelle un numéro spécial du Pentagone pour signaler de tels incidents et reçoit l'instruction de faire développer leur film, de ne pas en faire de copies et de l'envoyer immédiatement au Pentagone dans une pochette verrouillée. Comme Cooper ne reçoit pas l'instruction de ne pas regarder les négatifs avant de les envoyer, il le fait. Il affirme que la qualité de la photographie est excellente et que ce qu'il a vu est exactement ce que Bittick et Gettys ont décrit. Il s'attend à ce qu'il y ait une enquête de suivi, car un avion d'origine inconnue a atterri dans une installation militaire classée ; il n'entend jamais plus parler de l'incident. Il n'a pu retracer ce qui est advenu de ces photos et suppose qu'elles ont été envoyées à l'enquête officielle de l'armée de l'air sur les ovnis, le projet Livre Bleu, qui est sur la base aérienne de Wright-Patterson.
Jusqu'à sa mort, Gordon Cooper affirme que le gouvernement américain dissimule effectivement des informations sur les ovni. Il souligne qu'il y a des centaines de rapports faits par ses collègues pilotes, beaucoup provenant de pilotes d'avions à réaction militaires envoyés pour préciser des observations au radar ou visuelles. Dans ses mémoires, Cooper écrit qu'il a vu des avions mystérieux à plusieurs reprises au cours de sa carrière et que des centaines de rapports ont été faits. En 1978, il témoigne devant l'ONU sur ce sujet. Tout au long de sa vie, Cooper exprime à plusieurs reprises dans des interviews qu'il a vu des ovni et décrit ses souvenirs pour le documentaire Out of the Blue de 2002.

### Vie privée
Après qu'Ed Cole, cadre de General Motors, présente à Shepard une Chevrolet Corvette flambant neuve, Jim Rathmann, pilote de course qui a remporté la 500 miles d'Indianapolis en 1960, concessionnaire Chevrolet à Melbourne, en Floride, convainc Cole de transformer les cadeaux en campagne de marketing permanente. Désormais, les astronautes pourront louer des Corvettes neuves pour un dollar par an. Tous les Mercury Seven, sauf Glenn, acceptent l'offre. Cooper, Grissom et Shepard ne tardent pas à faire courir leurs voitures autour du Cap Canaveral, la police ignorant leurs frasques. D'un point de vue marketing, l'opération a connu un grand succès et permet à la Corvette, très chère, de s'imposer comme une marque désirable. Cooper détient des licences du Sports Car Club of America (SCCA) et de la National Association for Stock Car Auto Racing (NASCAR). Il aime également les courses de hors-bord.
En novembre 1964 Gordon Cooper participe à la course de bateaux des 500 milles de Salton City, donnant un prix de 28 000 dollars,, avec le propriétaire de chevaux de course Ogden Phipps et le pilote de voitures de course Chuck Daigh. Ils sont en quatrième position lorsqu'un moteur fissuré les contraint à se retirer. L'année suivante, Cooper et Grissom sont inscrits à la course ; ils sont disqualifiés après avoir manqué une réunion obligatoire. Cooper participe aux courses de bateaux du Southwest Championship à La Porte, au Texas, plus tard en 1965, et à l'Orange Bowl Regatta de 1967 avec le pompier Red Adair. En 1968, il participe aux 24 Heures de Daytona avec Charles Buckley, le chef de la sécurité de la NASA au Centre spatial Kennedy. La veille de la course, la direction de la NASA lui ordonne de se retirer en raison des dangers encourus. Cooper contrarie la direction en déclarant à la presse que « la NASA veut que les astronautes soient des joueurs de pacotille ».
Peu après avoir divorcé de Trudy Olson, il épouse Suzan Taylor, une institutrice, en 1972. Ils ont deux filles : Colleen Taylor, née en 1979 ; et Elizabeth Jo, née en 1980. Ils sont restés mariés jusqu'à la mort de Cooper en 2004.

### Mort
Gordon Cooper développe la maladie de Parkinson. Il est mort à l'âge de 77 ans d'une insuffisance cardiaque à son domicile de Ventura, en Californie, le 4 octobre 2004. Cooper est le dernier Américain à avoir effectué une mission spatiale en solo jusqu'à ce que, le jour de sa mort, Brian Binnie pilote le SpaceShipOne à une altitude de plus de 112 kilomètres lors de son deuxième et dernier vol,.
Une partie des cendres de Gordon Cooper (ainsi que celles de l'acteur James Doohan de Star Trek et de 206 autres personnes) est lancée du Nouveau Mexique le 29 avril 2007, lors d'un vol commémoratif suborbital effectué par une fusée-sonde privée UP Aerospace SpaceLoft XL. La capsule transportant les cendres retombe sur Terre comme prévu, ; elle est perdue dans un paysage montagneux. Les recherches sont entravées par le mauvais temps. Après quelques semaines, la capsule est retrouvée et les cendres qu'elle contient rendues aux familles,,. Elles sont ensuite lancées sur la mission orbitale Explorers le 3 août 2008 ; elles sont perdues lorsque la fusée Falcon 1 explose, deux minutes après le début du vol,.
Le 22 mai 2012, une autre partie des cendres de Gordon Cooper fait partie de celles des 308 personnes qui participent au vol de démonstration SpaceX COTS 2 à destination de la Station spatiale internationale. Ce vol, utilisant le lanceur Falcon 9 et la capsule Dragon, est sans équipage. Le deuxième étage et la capsule funéraire restent sur l'orbite initiale dans laquelle le Dragon C2+ a été inséré et brûlent en rentrant dans l'atmosphère terrestre un mois plus tard.

## Récompenses et honneurs

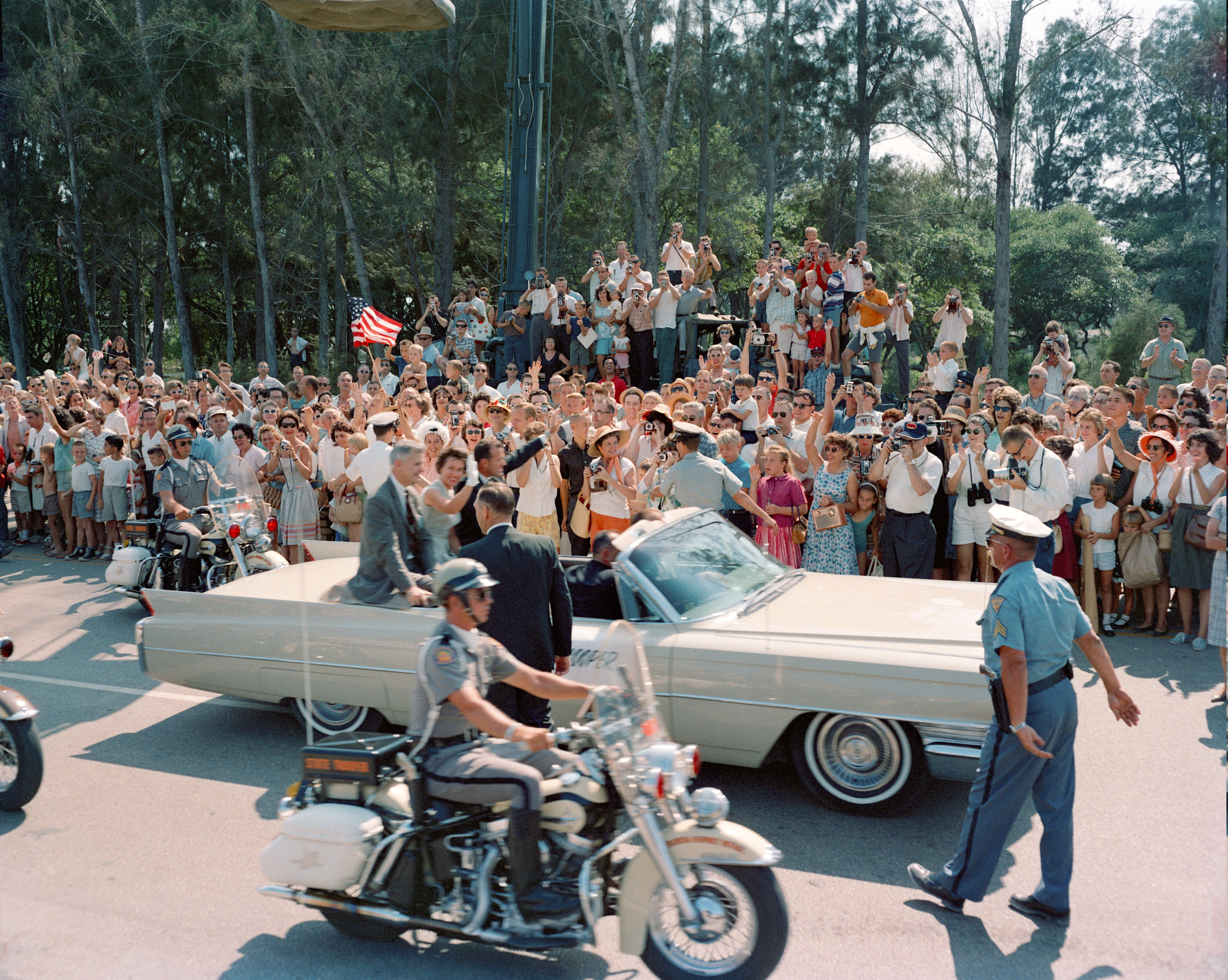
Gordon Cooper à une parade en son honneur.

Gordon Cooper reçoit de nombreuses récompenses, notamment la Légion du Mérite, la Distinguished Flying Cross avec feuilles de chêne, la médaille du service exceptionnel de la NASA, la médaille du service distingué de la NASA, le trophée Collier, le trophée Harmon, le trophée John F. Kennedy, le prix Iven C. Kincheloe, le trophée de l'Association des forces aériennes, le prix John J. Montgomery, le trophée du général Thomas D. White, la médaille des régents de l'université d'Hawaï, la médaille de Columbus et le Silver Antelope Award. Il reçoit un doctorat honorifique de l'université d'État de l'Oklahoma en 1967.
Il est l'un des cinq astronautes de l'Oklahoma à avoir été intronisés au Oklahoma Aviation and Space Hall of Fame en 1980. Il entre au International Space Hall of Fame en 1981, et au United States Astronaut Hall of Fame le 11 mai 1990,.
Gordon Cooper est membre de la Society of Experimental Test Pilots, de l'American Institute of Aeronautics and Astronautics, de l'American Astronautical Society, des Scottish Rite et York Rite des francs-maçons, des Shriners, de l'ordre royal des Jesters, du Rotary Club, de l'ordre des Dédaliens, de la Confederate Air Force, de l'Adventurers' Club of Los Angeles et des Boy Scouts of America. Il est maître maçon (membre de la loge # 82 de Carbondale, au Colorado), et reçoit le 33e degré honorifique de l'organisme maçonnique de rite écossais.

## Dans la culture populaire
La carrière d'astronaute Mercury de Gordon Cooper et sa personnalité séduisante sont décrites dans le film L'Étoffe des héros de 1983, dans lequel son rôle est tenu par Dennis Quaid. Cooper travaille en étroite collaboration avec la société de production.  Chaque réplique prononcée par Quaid est attribuée au souvenir de Cooper. Quaid rencontre Cooper avant le casting pour étudier son comportement et il se fait couper et teindre ses cheveux pour correspondre à l'apparence de Cooper dans les années 1950 et 60.
Gordon Cooper est joué par Robert C. Treveiler dans la mini-série de HBO de 1998 intitulée De la Terre à la Lune, et par Bret Harrison dans la série télévisée d'ABC de 2015 intitulée The Astronaut Wives Club. Cette année-là, il est également incarné par Colin Hanks dans l'épisode Oklahoma de la saison 3 de Drunk History, écrit par Laura Steinel, qui retrace l'histoire de son vol Mercury-Atlas 9.
Lorsqu'il était dans l'espace, Gordon Cooper a enregistré des taches sombres qu'il a remarquées dans les eaux des Caraïbes. Il pensait que ces anomalies pouvaient être les lieux de naufrages. La série de documentaires de la chaîne Discovery Channel de 2017, Cooper's Treasure, a suivi l'ami de Cooper, Darrell Miklos, dans ses recherches dans les fichiers de Cooper pour découvrir l'emplacement des épaves suspectes,.
Gordon Cooper apparaît dans un épisode de la série télévisée CHiPs, et au début des années 1980, il participe régulièrement à des talk-shows animées par David Letterman, Merv Griffin et Mike Douglas. Le personnage des Sentinelles de l'air, Gordon Tracy (en), est nommé en son honneur. Il est également un contributeur important au livre In the Shadow of the Moon (publié après sa mort), qui présente ses dernières réflexions publiées sur sa vie et sa carrière.
En 2019, le National Geographic filme une série télévisée basée sur le livre de Tom Wolfe de 1979, The Right Stuff. Colin O'Donoghue y joue le rôle de Gordon Cooper. La diffusion est prévue pour le printemps 2020. Cooper est également l'un des personnages principaux de la série d'Apple TV+, For All Mankind.
Henri Salvador a chanté Dis, Monsieur Gordon Cooper.